# 라이헨부르크역
라이헨부르크역(독일어: Reichenburg)은 스위스 슈비츠주 라이헨부르크 시정촌에 있는 기차역이다. 역은 스위스 연방 철도가 소유한 취리히호 좌안 철도 노선에 위치해 있다. 이곳은 지브넨-방엔과 치겔브뤼케 사이의 피크타임 전용 쥐토스트반 S27 서비스의 중간 정거장이다.